# Makovce
Makovce (bis 1927 slowakisch Makovec; ungarisch Mákos – bis 1907 Makóc) ist eine Gemeinde im Nordosten der Slowakei mit 146 Einwohnern (Stand 31. Dezember 2024), die zum Okres Stropkov, einem Kreis des Prešovský kraj gehört.

## Geographie

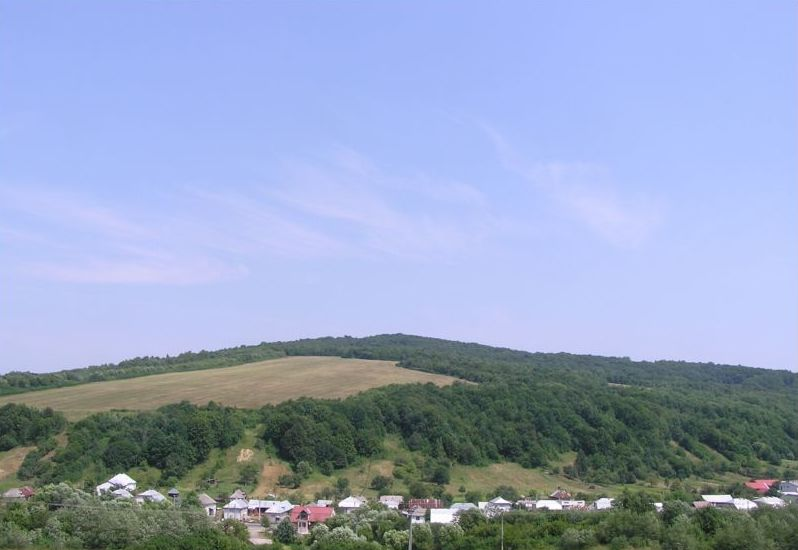
Makovce

Die Gemeinde befindet sich in den Niederen Beskiden, am Übergang zwischen den Bergländern Ondavská vrchovina im Westen und Laborecká vrchovina im Osten, am Bach Poliansky potok, eines Zuflusses der  Chotčianka im Einzugsgebiet der Ondava. Das Ortszentrum liegt auf einer Höhe von 255 m n.m. und ist 12 Kilometer von Stropkov entfernt (Straßenentfernung).
Nachbargemeinden sind Staškovce im Norden, Havaj im Osten, Veľkrop im Osten und Bukovce im Westen.

## Geschichte
Makovce wurde zum ersten Mal 1408 als Makonhaw schriftlich erwähnt, weitere historische Bezeichnungen sind unter anderen Makocz (1430), Makowecz (1773) und Makowce (1808). Bis zum 18. Jahrhundert gehörte das Dorf zur Herrschaft von Stropkov, im 18. und 19. Jahrhundert war es Besitz der Familie Keglevich.
1598 wurden fünf Porta verzeichnet, 1715 gab es sechs verlassene und vier bewohnte Haushalte. 1787 hatte die Ortschaft 29 Häuser und 186 Einwohner, 1828 zählte man 29 Häuser und 230 Einwohner, die als Köhler und Waldarbeiter tätig waren.
Bis 1918 gehörte der im Komitat Semplin liegende Ort zum Königreich Ungarn und kam danach zur Tschechoslowakei beziehungsweise heute Slowakei. In der Zeit der ersten tschechoslowakischen Republik waren die Einwohner als Landwirte beschäftigt. Nach dem Zweiten Weltkrieg waren die Landwirte privat organisiert, ein Teil der Einwohner pendelte zur Arbeit in Industriebetriebe in der Umgebung.

## Bevölkerung
| Jahr                | 1994 | 2004    | 2014     | 2024     |
| ------------------- | ---- | ------- | -------- | -------- |
| Anzahl der Personen | 183  | 186     | 166      | 146      |
| Unterschied         |      | +1,63 % | −10,75 % | −12,04 % |

| Jahr                | 2023 | 2024 |
| ------------------- | ---- | ---- |
| Anzahl der Personen | 146  | 146  |
| Unterschied         |      | +0 % |

Nach der Volkszählung 2011 wohnten in Makovce 190 Einwohner, davon 151 Slowaken, 21 Russinen, acht Roma, zwei Ukrainer sowie jeweils ein Deutscher und Tscheche. Sechs Einwohner machten keine Angabe zur Ethnie. 
160 Einwohner bekannten sich zur griechisch-katholischen Kirche, 16 Einwohner zur römisch-katholischen Kirche, fünf Einwohner zur orthodoxen Kirche, drei Einwohner zur Evangelischen Kirche A. B. und ein Einwohner zur evangelisch-methodistischen Kirche. Ein Einwohner war konfessionslos und bei vier Einwohnern wurde die Konfession nicht ermittelt.

## Bauwerke und Denkmäler
- griechisch-katholische Kirche Basilius der Große im barock-klassizistischen Stil aus dem Jahr 1836[6]

## Verkehr
Durch Makovce führt die Cesta II. triedy 575 („Straße 2. Ordnung“) von Stropkov nach Krásny Brod. Westlich des Ortskerns zweigt die Cesta III. triedy 3587 („Straße 3. Ordnung“) Richtung Staškovce und Vladiča ab.